# Phố
Phố is een Vietnamees riviereiland in de Đồng Nai. Phố hoort bij de stad Biên Hòa. Op het eiland ligt de xã Hiệp Hoà. De Rạch Cátbrug verbindt het eiland met Biên Hòa en de Ghềnhbrug verbindt het eiland met Dĩ An. Opmerkelijk aan deze bruggen is dat ze gebruikt worden voor zowel het wegverkeer als voor de trein. De spoorlijn die op de brug ligt, is een onderdeel van de Spoorlijn Hanoi - Ho Chi Minhstad.